# Azam TV
Azam TV — східноафриканська служба прямого супутникового мовлення, що належить Bakhresa Group, розташованій у Дар-ес-Саламі, Танзанія.
Сервіс, запущений у 2013 році, надає послуги аудіо-, радіо- та телевізійних каналів абонентам, переважно в Танзанії, Малаві, Руанді, Зімбабве, Уганді та Кенії.